# Parasyntormon montivagum
Parasyntormon montivagum är en tvåvingeart som beskrevs av Wheeler 1899. Parasyntormon montivagum ingår i släktet Parasyntormon och familjen styltflugor.
Artens utbredningsområde är Kalifornien. Inga underarter finns listade i Catalogue of Life.